# 4月9日慘案
四月九日惨案 (也称为第比利斯惨案) 指的是1989年4月9日发生在格鲁吉亚苏维埃社会主义共和国第比利斯 ，一次反苏维埃（但亲斯大林）的游行被苏联陆军镇压，並造成21人死，至少過百人受伤的血腥鎮壓事件。每年的四月九日现被定为“国家团结纪念日”(喬治亞語： erovnuli ertianobis dghe)，为格鲁吉亚公共假期。

## 背景
格鲁吉亚苏维埃社会主义共和国的反苏维埃运动在1988年愈发活跃。反苏维埃政治组织在第比利斯组织了若干罢工和集会。1989年3月18日，数千名阿布哈兹人在 Lykhny Assembly 中，要求脱离格鲁吉亚并恢复1921-1931年间苏联加盟共和国时期的状态，此后苏联政府和格鲁吉亚民族主义者的冲突进一步加深。作为回应，若干反苏维埃组织在整个共和国举行了一系列未经批准的会议，声称苏维埃政府利用了阿布哈兹分裂主义势力以对抗支持格鲁吉亚独立的运动。
抗议活动在1989年4月4日达到高潮。成千上万格鲁吉亚人在这一天聚集在第比利斯鲁斯塔韦利大道的政府大楼前，抗议者们在由梅拉布·科斯塔瓦、兹维亚德·加姆萨胡尔季阿、格奥尔基·昌图里亚、伊拉克利·巴季阿什维利、伊拉克利·采列捷利等人领导的独立委员会的组织下，进行了和平示威及绝食抗议，要求惩罚阿布哈兹的分裂主义者并恢复格鲁吉亚独立。
当地苏联政权对抗议者束手无策，失去了对首都局势的掌控。格鲁吉亚共产党第一书记准别尔·帕季阿什维利请求苏联上层派兵维稳并强制宵禁。

## 示威活动
1989年4月8日白天，苏维埃坦克出现在鲁斯塔韦利大道附近，加剧了紧张和危险的气氛。当日晚，外高加索军区的大将指挥官伊戈尔·罗季奥诺夫进行了部队调动。攻击发生前格鲁吉亚伊利亚二世族长曾恳求示威者离开大道及政府大楼附近，但他们拒绝散去。格鲁吉亚当地警察部门在苏维埃武装行动前被缴械。
4月9日凌晨3点45分，苏维埃装甲输送车和军队在伊戈尔·罗季奥诺夫将军的指挥下包围了示威活动地。罗季奥诺夫在后来的采访中声称，格鲁吉亚武装分子用石块、金属链条和棍棒攻击了未武装的士兵。苏维埃军队奉其命令动用任何手段肃清大道并遣散抗议者。

### 冲突
武装着军警棍和军用铁锹（俄罗斯特种部队最中意的武器之一）的苏联部队沿着鲁斯塔韦利大道向示威者迈近。前进过程中，士兵们开始用铁锹攻击示威者，被击中的人或多或少都受了伤。
遇难者当中有一名16岁的小女孩，她曾试图逃离，但最终被行进中的士兵追上并在政府大楼前被活活打死；其头部和胸部均遭到了创伤。同样遇袭受伤的母亲将她从该片区域拖了出来。这桩袭击在大道另一侧的阳台上被录制了下来，并作为 Sobchak 的议会委员会针对1989年4月9日事件调查的证据。据报道，若干组士兵并没有去驱散人群，反而对落单的受害者进行了追击。
袭击后的踩踏事故又造成19人死亡，其中包括17名女性。针对这些受害者的尸检表明，除了一例颅骨和脑严重损伤致死外，其余均因身体受到挤压和吸入化学物质而窒息身亡。
苏维埃官方报道将冲突的责任归咎于示威者，称士兵受到了棍棒和刀具的攻击。据俄通社报道，士兵们遵循命令没有使用武器，但被极端主义者用金属片，砖块和棍棒攻击。俄通社称，是这些示威者激起了民族冲突并呼吁推翻格鲁吉亚政府。总统戈尔巴乔夫谴责“不负责任的人的行动”造成了多人遇难的悲剧。他称这场动乱是在谋求推翻格鲁吉亚政府并激起种族间的紧张气氛。外交部发言人称这起冲突是由“假借民主之名，破坏我们新的开放政策和社会的顽固民族主义者、极端主义者和政治冒险主义者”挑起的。
CN和CS催泪瓦斯被用来对付示威者们；据报道，他们出现了呕吐、呼吸系统问题、及神经系统突发麻痹等症状。
尽管失去武器的警察试图疏散恐慌的示威人群，但一段来自反对派记者隐秘拍摄的视频显示，士兵们不允许医生和急救人员帮助受伤者；救护车甚至也遭到了士兵的袭击。一段影像中，一名年轻男子用棍子击打坦克的画面成为了格鲁吉亚反苏维埃运动的符号。
4月10日，苏维埃政府发表声明谴责示威者们引起动乱并威胁公众安全。次日，格鲁吉亚电视台播放了19名女人惨死的样子，她们的脸和头上的伤使她们形容难辨，体现出苏维埃士兵们的残暴。苏维埃政府则称这20人在恐慌中互相踩踏、躲避士兵而最终致死的罪魁祸首应该是那些示威者。然而实际上，苏维埃军队当时封堵了现场，仅留下一个狭窄的通道，造成出口拥堵难以疏散，被困的示威者们中是可能出现一些殊死防卫的暴力行为的。
苏联人民代表大会成员阿纳托利·亚历山德洛维奇·索布恰克成立了调查1989年4月9日第比利斯这起事件的议会委员会。在完整的调查和询问之后，委员会确认了政府的说法，即死亡是由踩踏造成的，但针对示威者使用的化学物质也是造成惨剧的另一个原因。委员会谴责军队试图驱散示威者而最终造成人员死亡。该委员会的报告使得苏联在应对示威活动时调用军事力量更加困难。索布恰克的报告详细说明了针对示威者的暴力行为并建议对4月9日事件负责的军事人员进行全面起诉。

## 余波

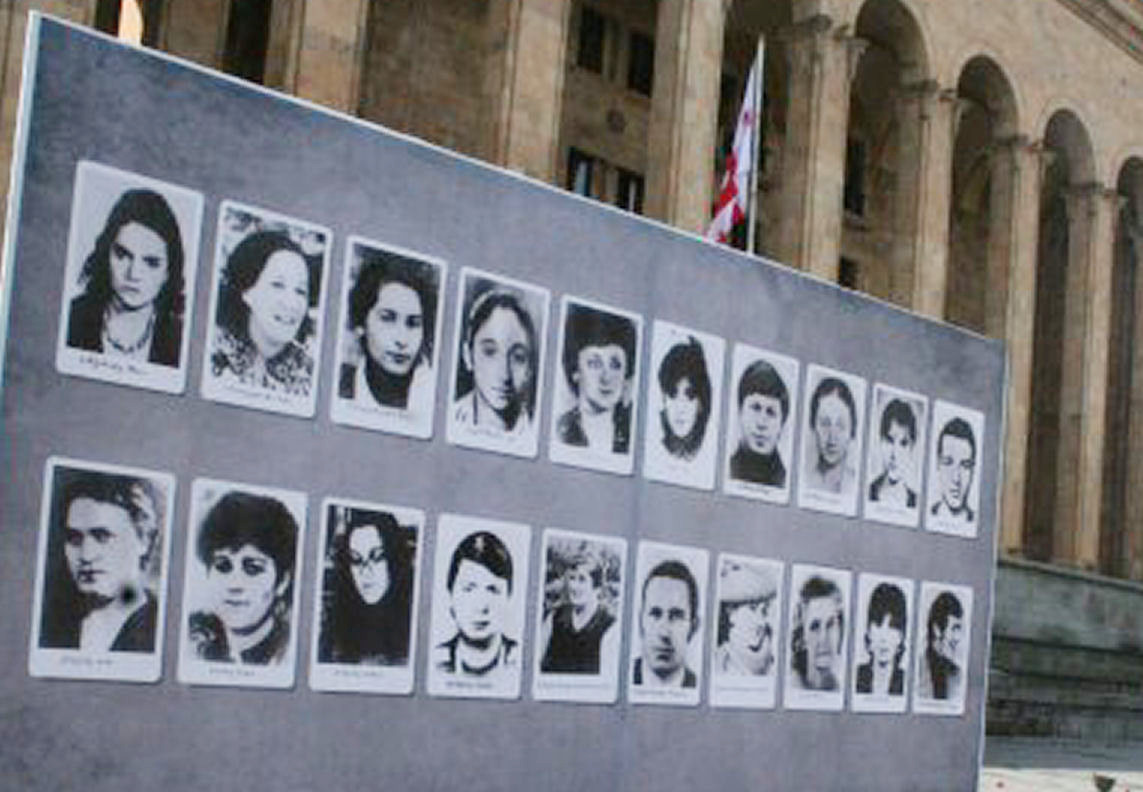
公告牌上1989年4月9日惨案遇难者（绝大多数为年轻女性）照片，第比利斯.

4月10日，为了抗议镇压，第比利斯和格鲁吉亚其他地区纷纷发起罢工并开始了长达40天的哀悼。人们将一把把鲜花摆放在惨案发生的地方。尽管国家宣布进入紧急状态，但示威游行活动还在继续。
格鲁吉亚苏维埃社会主义共和国政府因此下台。莫斯科方面声称示威者们首先发起攻击，士兵们因此不得不进行反击。在第一次苏联人民代表大会（1989年5月至6月）上，戈尔巴乔夫拒绝承担一切责任，并推卸到军队身上。1989年12月的第二次国会上，经由苏维埃自由派媒体揭发以及索布恰克 委员会中支持经济改革的代表们调查，使受此事件牵连的苏维埃强硬派以及军队高层陷入尴尬的境地。

## 影响
四月九日惨案激化了格鲁吉亚的反苏维埃政权情绪。几个月后，在1989年的11月17-18日，格鲁吉亚苏维埃社会主义共和国最高委员会举行了一次会议，期间公开谴责了俄罗斯苏维埃联邦社会主义共和国在1921年侵占 并合并了格鲁吉亚民主共和国。
“第比利斯综合征”也来源于四月九日事件。这种综合征表现为，在没有明确对上级的责任追踪的情况下，士兵和军官不情愿进行战术决策甚至执行命令的行为。这种综合征的出现是因为苏维埃高层拒绝承担下令肃清广场的责任以及委员会的报告中及谢瓦尔德纳泽对军队整体的批评。“第比利斯综合征”在接下来的几年中持续发酵，尤其在之后的巴库及维尔纽斯事件中，并一定程度上导致1991年8月政变中士兵做出拒绝阻止示威活动的选择。
1991年3月31日，格鲁吉亚举行独立公投，超过99%的投票赞成独立。此次公投的投票率约为90.5%。同年4月9日，也就是惨案发生的两周年纪念日，格鲁吉亚共和国最高委员宣布格鲁吉亚主权独立并脱离苏联。
2004年1月23日，遇难者纪念馆于暴力镇压发生地鲁斯塔韦利大道上开馆。

## 参看
- 黑色一月大屠杀
- 东欧剧变
- 1956年格鲁吉亚示威
- 1978年喬治亞示威（英语：1978 Georgian demonstrations）
- 立陶宛一月事件
- 杰勒托克桑事件
- 新切尔卡斯克屠杀
- 六四天安门事件
- 1989年苏呼米暴乱